# Parafia św. Józefa Rzemieślnika w Nawiadach
Parafia świętego Józefa Rzemieślnika w Nawiadach – parafia rzymskokatolicka znajdująca się w archidiecezji warmińskiej, w dekanacie Mrągowo.